# Unione Sportiva Lecce 1946-1947
Questa voce raccoglie le informazioni riguardanti l'Unione Sportiva Lecce nelle competizioni ufficiali della stagione 1946-1947.

## Divise
| Trasferta |

## Rosa
| N. |                   | Ruolo | Calciatore          |
| -- | ----------------- | ----- | ------------------- |
|    | Italia (bandiera) | P     | Fausto Tarlao       |
|    | Italia (bandiera) | P     | Luciano Gisberti    |
|    | Italia (bandiera) | D     | Ambrogio Alfonso    |
|    | Italia (bandiera) | D     | Antonio Anguilla II |
|    | Italia (bandiera) | D     | Dario Ciccone       |
|    | Italia (bandiera) | D     | Francesco Giannuzzi |
|    | Italia (bandiera) | D     | Aldo Monsellato     |
|    | Italia (bandiera) | C     | Giovanni Dolfi      |
|    | Italia (bandiera) | C     | Carmelo Russo       |

| N. |                   | Ruolo | Calciatore              |
| -- | ----------------- | ----- | ----------------------- |
|    | Italia (bandiera) | C     | Aldo Gavazzi            |
|    | Italia (bandiera) | C     | De Marco                |
|    | Italia (bandiera) | C     | Michele Natale          |
|    | Italia (bandiera) | A     | Giuseppe Anguilla III   |
|    | Italia (bandiera) | A     | Antonio Cillo           |
|    | Italia (bandiera) | A     | Pietro De Santis        |
|    | Italia (bandiera) | A     | Pantaleo Magurano       |
|    | Italia (bandiera) | A     | Aurelio Pavesi De Marco |